# Jersson González
Jersson Amur González Díaz (né le 16 février 1975 à Cali en Colombie) est un joueur de football international colombien, qui évoluait au poste de défenseur avant de devenir entraîneur.

## Biographie

### Carrière en sélection
Avec l'équipe de Colombie, il dispute 18 matchs (pour un but inscrit) entre 1999 et 2001. Il figure notamment dans le groupe des sélectionnés lors des Copa América de 1999 et de 2001.

## Palmarès
Colombie
- Copa América (1) :
  - Vainqueur : 2001.